# Olivlansmossa
Olivlansmossa (Didymodon rigidulus) är en bladmossart som beskrevs av Hedwig 1801. Olivlansmossa ingår i släktet lansmossor, och familjen Pottiaceae. Arten är reproducerande i Sverige. Inga underarter finns listade i Catalogue of Life.

## Bildgalleri

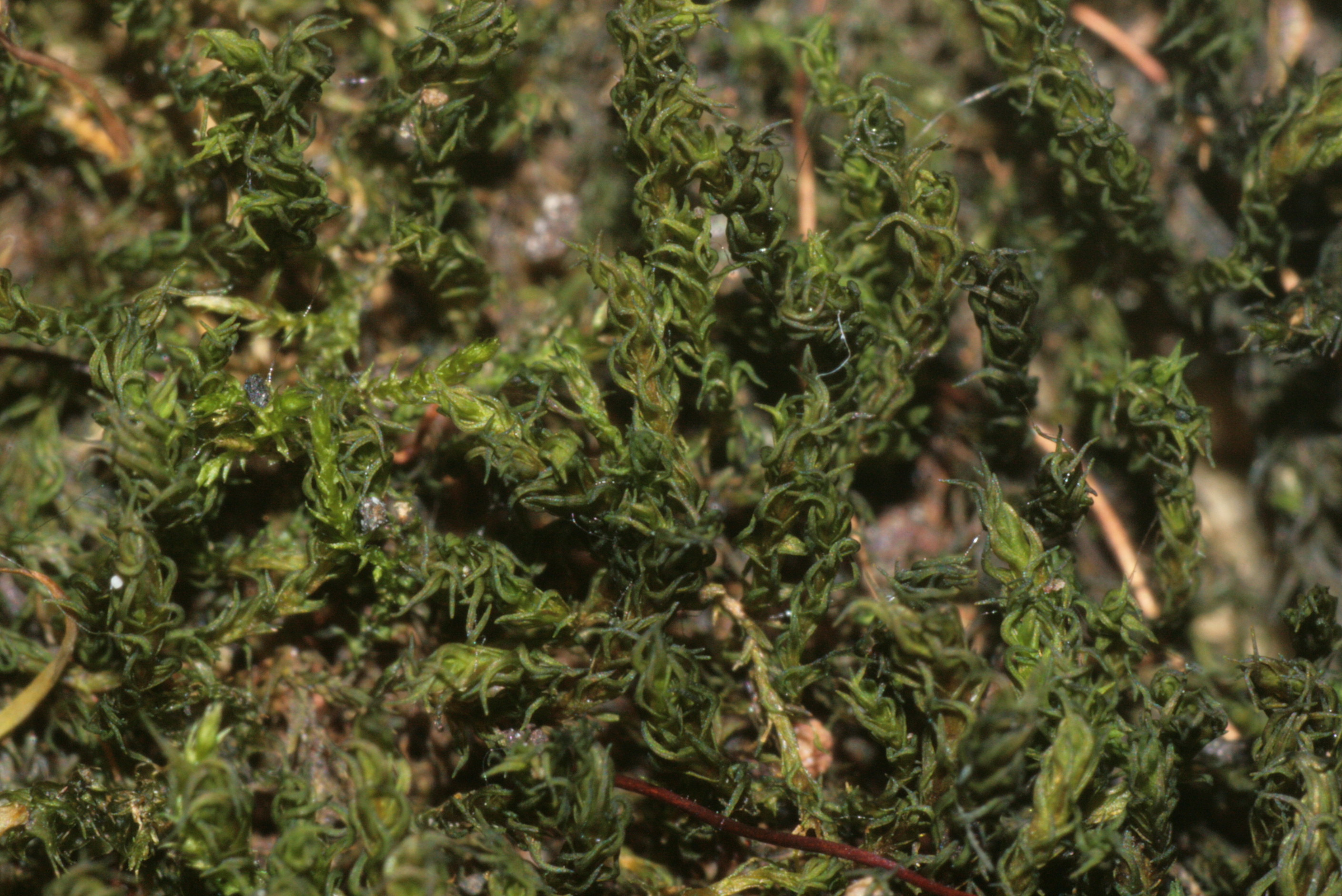
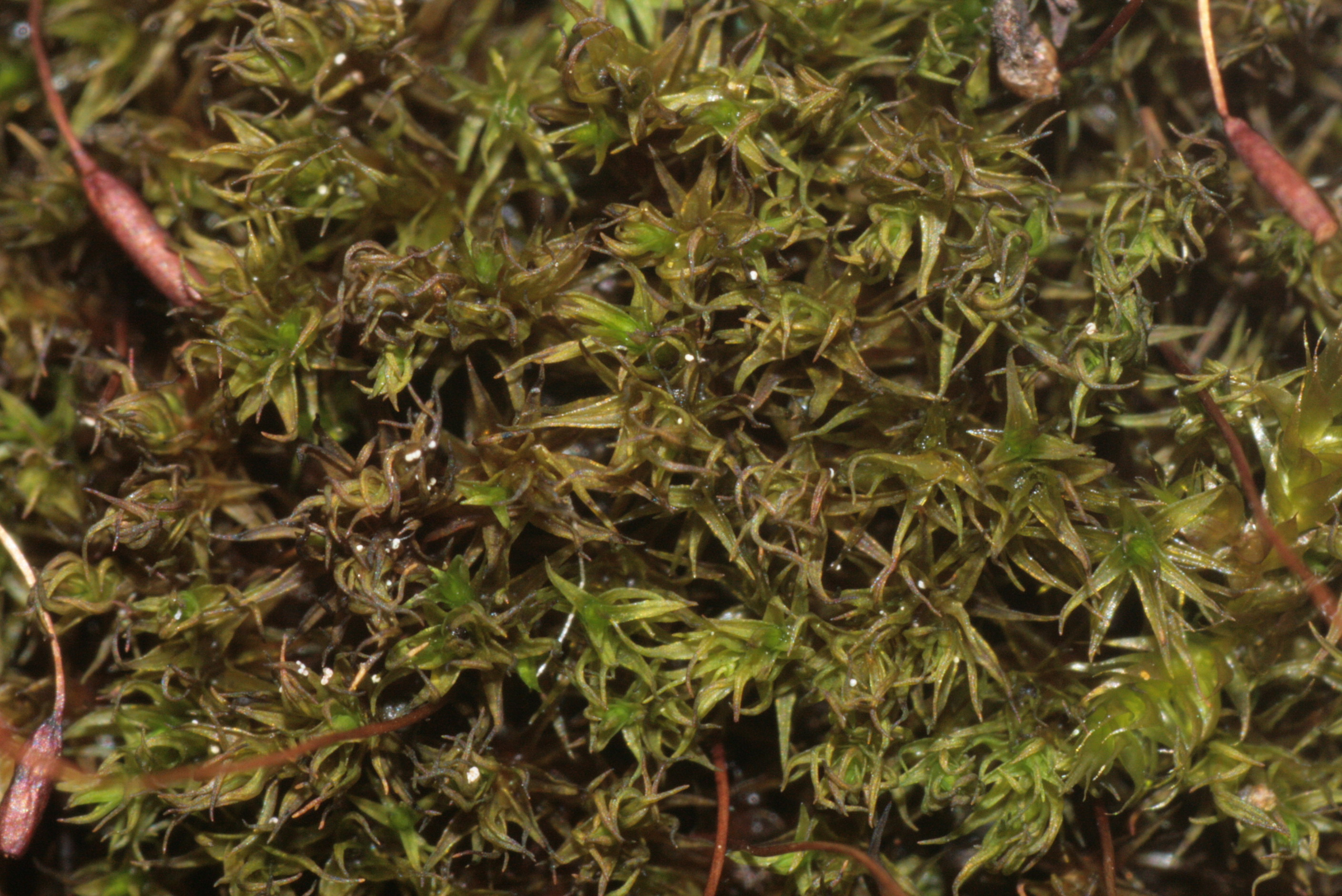
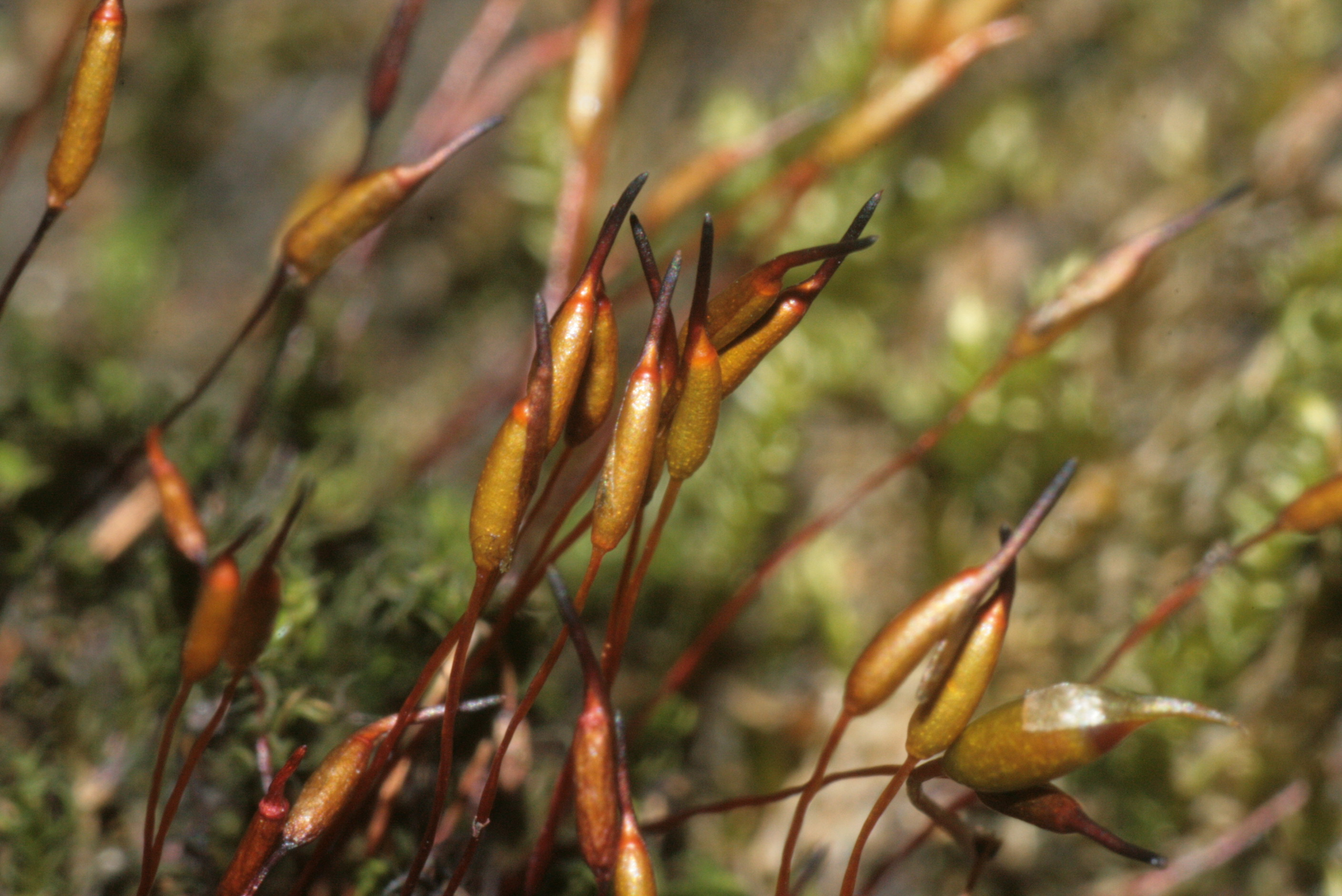
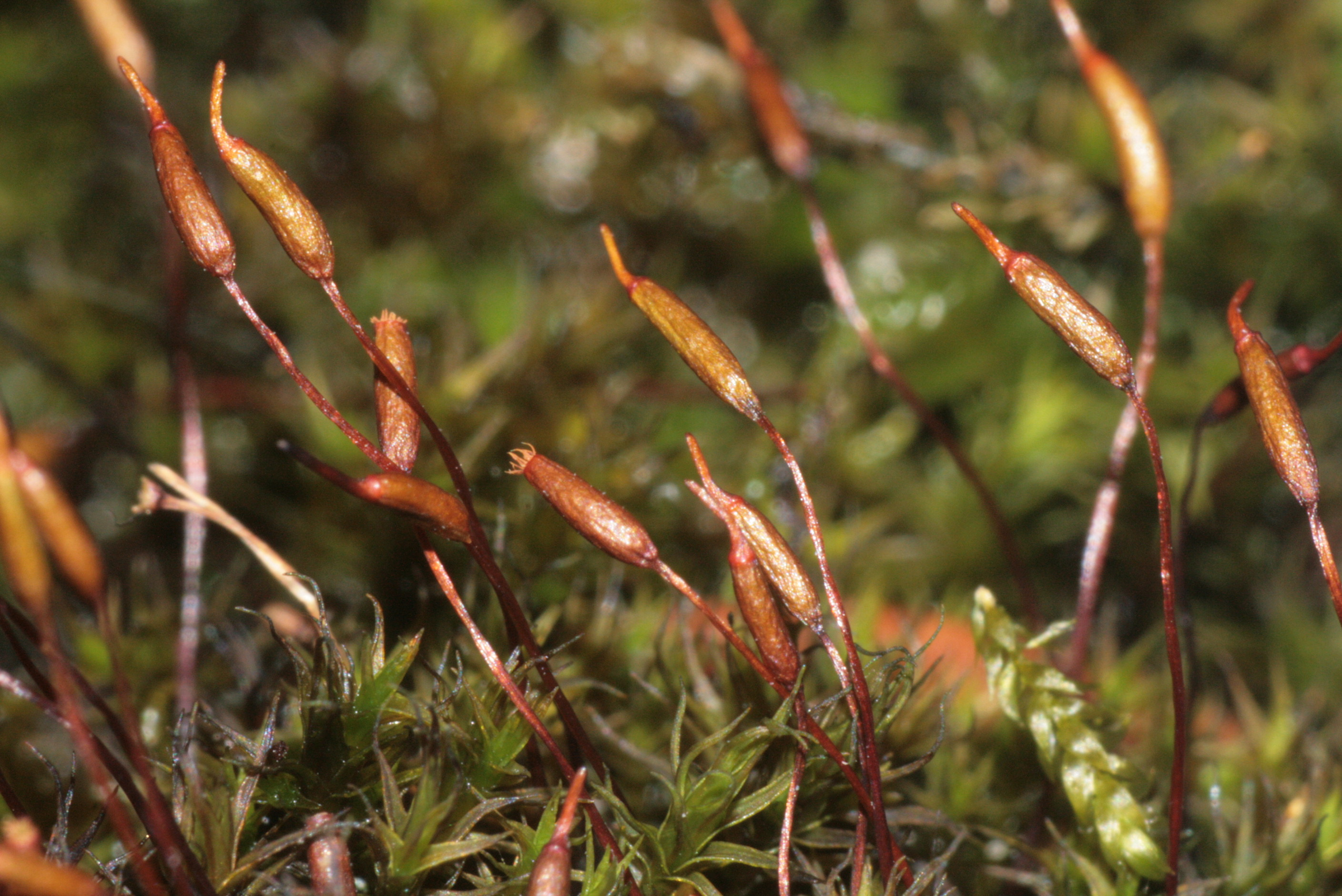
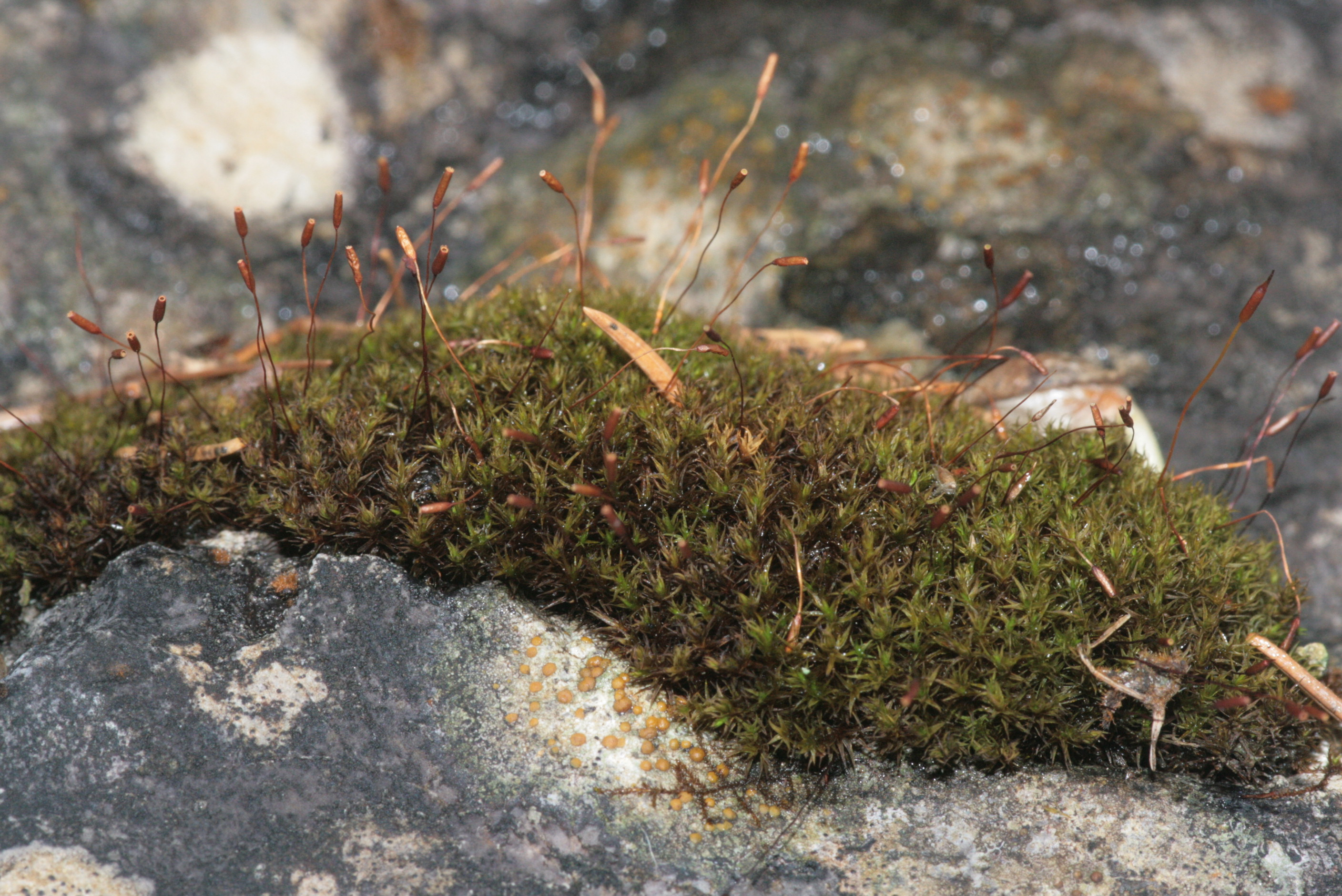
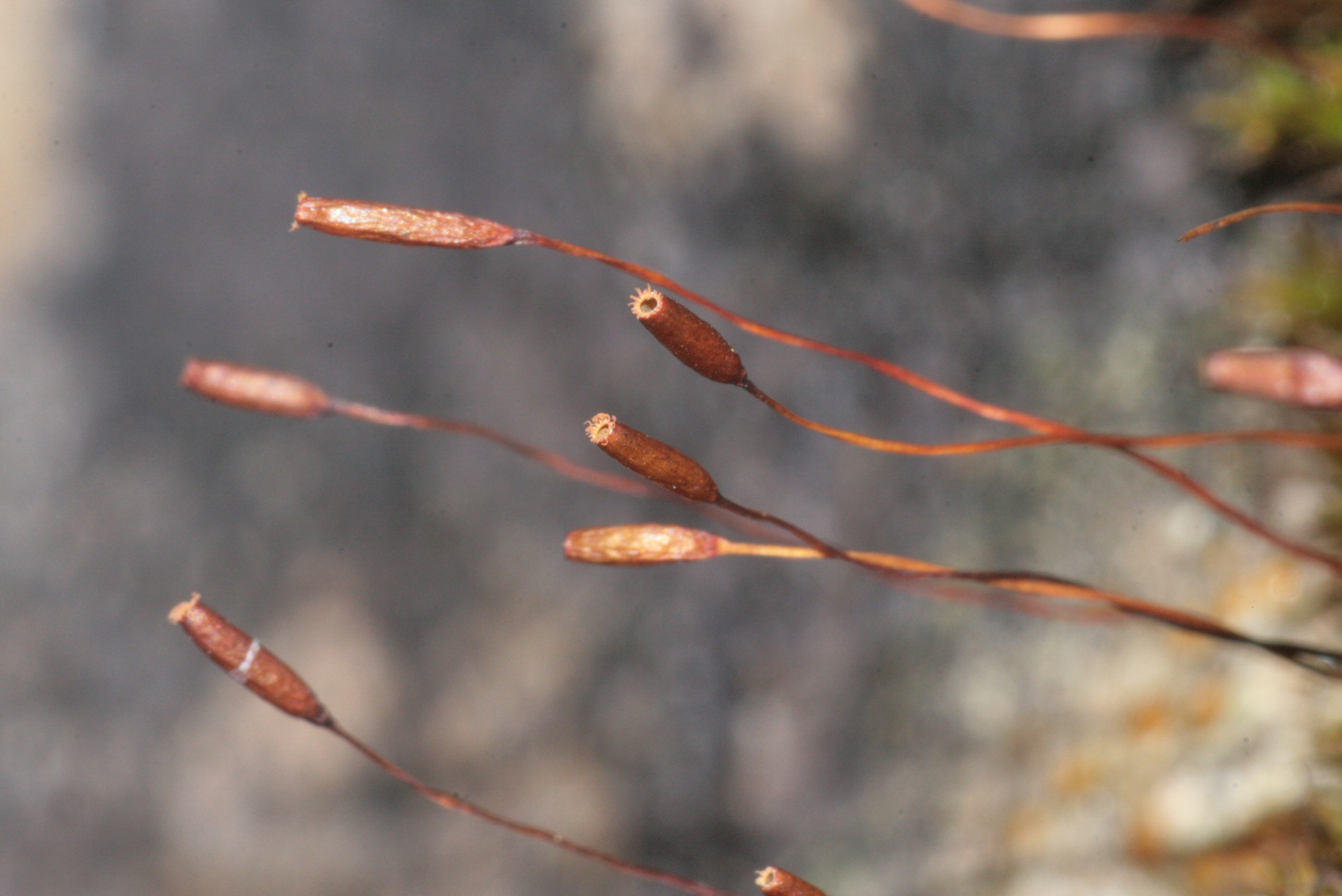